# (513003) 2017 UL45
(513003) 2017 UL45 es un asteroide perteneciente al cinturón de asteroides, descubierto el 12 de octubre de 1998 por el equipo del Spacewatch desde el Observatorio Nacional de Kitt Peak, Arizona, Estados Unidos.

## Designación y nombre
Designado provisionalmente como 2017 UL45.

## Características orbitales
2017 UL45 está situado a una distancia media del Sol de 2,425 ua, pudiendo alejarse hasta 2,883 ua y acercarse hasta 1,967 ua. Su excentricidad es 0,188 y la inclinación orbital 6,287 grados. Emplea 1379,50 días en completar una órbita alrededor del Sol.

## Características físicas
La magnitud absoluta de 2017 UL45 es 18,413. 